# Unterrath
Unterrath ist ein Stadtteil im Norden der inneren Peripherie Düsseldorfs.

## Geographie
Unterrath liegt im Rheinland bzw. im historischen Territorium des Bergischen Landes.
Unterrath grenzt an die weiteren Stadtteile Lohausen, Lichtenbroich, Rath, Mörsenbroich, Derendorf und Stockum (von Norden im Uhrzeigersinn). Die entsprechende umlaufende Grenze bilden weitgehend die Straßen Flughafenstraße, Kieshecker Weg, Lichtenbroicher Weg, Theodorstraße, A 52/B 1, Höxterweg, An der Piwipp, Thewissenweg, Deikerstraße und Am roten Haus. Den Stadtteil durchquert in nördlicher Richtung der Kittelbach, ein Arm der nördlichen Düssel.

## Stadtteilbeschreibung
Unterrath ist ein Stadtteil im Wandel. War Unterrath bisher eher ein überwiegender Wohnstadtteil für die ältere Bevölkerung, findet gerade zu Beginn des 21. Jahrhunderts eine Umorientierung statt. Es überwiegen Reihen- und Doppelhäuser sowie freistehende Einfamilienhäuser. Oft findet sich ältere Bausubstanz. Der Stadtteil wird durch zahlreiche kleine Grünflächen aufgelockert, was anschaulich in Luftaufnahmen zu erkennen ist. Der Altersdurchschnitt der Bevölkerung liegt mit 45 Jahren und 5 Monaten (Stand 2007) 2 Jahre und 3 Monate über dem der gesamten Stadt. Der Ausländeranteil ist mit 10,58 % im Vergleich zum gesamtstädtischen (17,19 %) geringer. Ein hoher Anteil der Bevölkerung pendelt zur Berufsausübung in andere Stadtteile oder Städte. An den großen Hauptverkehrsstraßen, den Ein- und Ausfallstraßen im Norden, entstehen neue Bauwerke, Büroviertel und Gewerbeflächen. So hat sich auch der Komplex des Düsseldorfer Flughafens ausgehend von Lohausen nach Unterrath erweitert. Der Unterrather Friedhof liegt an der Unterrather Straße.

## Geschichte

### Urgeschichte, Antike
Funde von Artefakten weisen auf die Fauna der Eiszeit vor rund 14.000 Jahren, 5.000 Jahre Kulturgeschichte im Düsseldorfer Norden, frühe Siedlungen in der Eisenzeit und keltische Landnahme hin (vergleiche Geschichte der Stadt Düsseldorf). In vorgeschichtlicher Zeit zeigte sich dieses Gebiet geprägt durch den Rhein als Wald- und Bruchlandschaft. Letzteres gründete einerseits im Mäandrieren des Rheins um sein heutiges Bett in östlicher Richtung bis längs des Aaper Waldes. So verlief im Talgrund des heutigen Kittelbachs ein Stromarm. Andererseits führte der Rhein immer wieder Hochwasser oder Eisgang, was zu starken Überschwemmungen führte. Zu römisch-germanischen Zeiten wurde das sehr wildreiche Gebiet zu Jagdzügen genutzt. Hier haben sich die Tenkterer aufgehalten, die später im Stammeskonglomerat der Rheinfranken aufgingen.

### Mittelalter

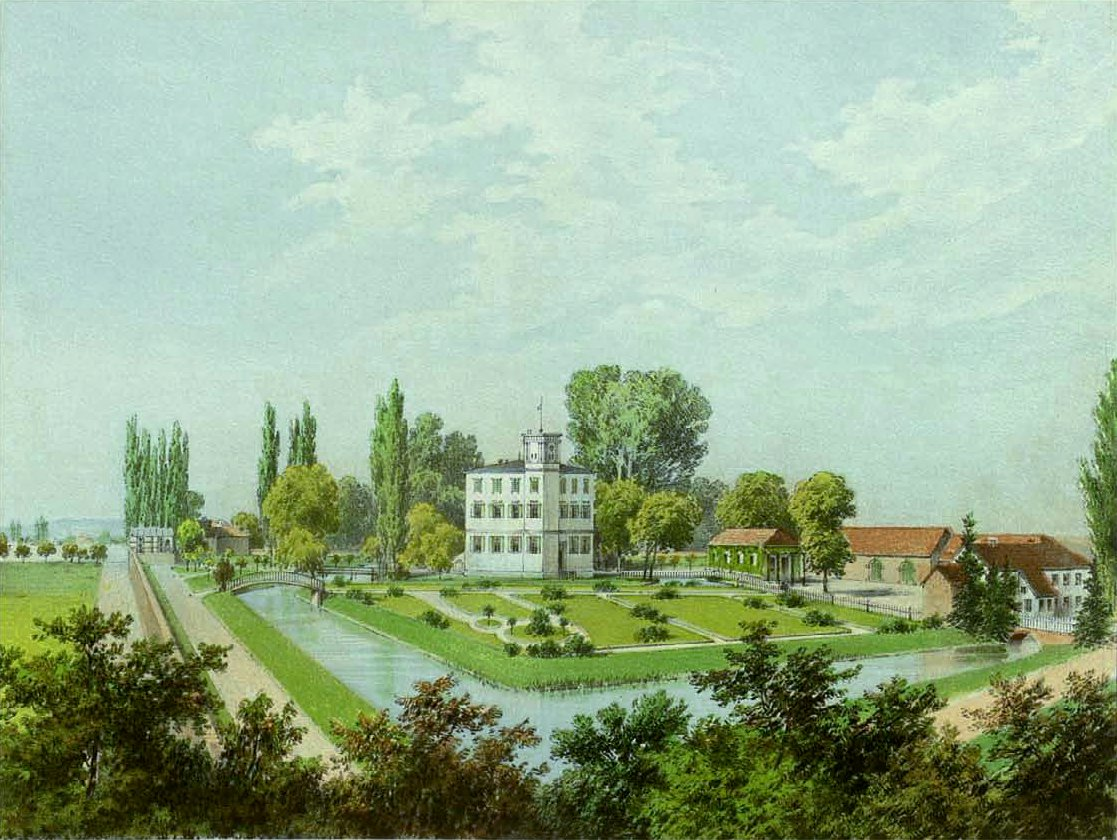
Rittergut Volkardey um 1860, Sammlung Alexander Duncker

Erste ausdrückliche urkundliche Erwähnung findet das noch einheitlich „Rath“ genannte Gebiet 1072 durch die Übertragung des Lehens des ehemaligen Reichsministerialen Guntram in der „villa Rothe“ als Eigentum durch den Salier König Heinrich IV. an das Stift Kaiserswerth. Seit 910 lag Unterrath, der Kern der einstigen Honschaft „Rath“, in der Grafschaft Konrads im Ostfrankenreich. Bereits in einer Schenkung des letzten Karolinger Königs dieses Reichs Ludwig das Kind von 904 werden duas hobas regales zu Mettmann genannt. Bei dem „zweiten Königshof“ handelt es sich um „Rath“. Aus der Urkunde ergibt sich zudem, dass der Ort bereits früher an das Stift Kaiserswerth begütert war. Dieser Königshof bzw. Fronhof „Rath“ ist weit vor seiner ersten urkundlichen Erwähnung, noch vor seiner Übernahme durch Karl den Großen, während der zweiten Fränkischen Landnahme errichtet worden.
Die Siedlung diente im Fränkischen Reich anfänglich inmitten eines großen Waldgebietes in Austrasien zur Verteidigung gegen die jenseits des Aaper Waldes ansässigen Sachsen und bildete die Keimzelle des heutigen Unterrath. Der Königshof und der umgebende Wald waren Reichsbesitz. Reichsbesitz durfte nicht verkauft werden. Der Name „Rothe“ (heute „-rath“) weist darauf hin, dass die ursprüngliche Siedlung wohl durch Rodung, möglicherweise in der intensiven Rodungsperiode von etwa 500 bis etwa 800, entstanden ist. Um den Königshof herum entstanden in der ersten Hälfte des Mittelalters Motten. In „Rath“ waren dies einerseits abhängige adelige Höfe, darunter die „Große Burg“, „Haus Hain“, „Heiligendonk“, die „Volkardey“, „Kürten-“, „Gather-“ und der „Hoferhof“. Diese Rittersitze wurden später zu Bauernhöfen, auf denen Gutspächter lebten. Neben den adligen Höfen entstanden auch freie Höfe wie die „Alte Burg“ und der „Ickter Hof“. 1248 gab König Wilhelm dem Grafen von Berg den Hof „Rode“ zu Pfandlehen. Damit begann die Herrschaft der bergischen Grafen und Herzöge. „Rath“ war zunächst oberster Haupthof aller Höfe diesseits der Wupper und wurde später vom Amt Angermund verwaltet. Aus dem Heberegister des Amtes von 1620 zu der Naturalabgabe der „Grevenhühner“ ergibt sich, dass die „Hondtschaft Rade“ zu diesem Zeitpunkt aus 28 Häusern bestand. Rechnet man pro schatzpflichtiges Haus durchschnittlich sechs Bewohner, so dürften in der Honschaft Rath zu Beginn des 17. Jahrhunderts circa 168 Menschen gelebt haben. Der Königshof ging im Dreißigjährigen Krieg unter. An die genannten Höfe erinnern heute Straßennamen wie „Am Königshof“.

### Neuzeit
König Heinrich VII. gestattete dem Stift die Errichtung einer Kapelle in Rath, die 1224 geweiht wurde. Zuvor gehörte das Gebiet religiös zur inzwischen zerstörten Kirche St. Walburgis in Kaiserswerth. Die Kapelle wurde 1673 durch eine kleine Kirche abgelöst; 1694 wurde dort das Bild „Muttergottes in der Not“ aufgestellt, das später der Gemeinde ihren Namen gab. Unweit entfernt wurde wenig später an der heutigen Ecke Kürtenstraße/Lichtenbroicher Weg die erste und bis 1856 einzige Schule für die Kinder der Gemeinde erbaut. Gleich neben dem Königshof lag das wohl zeitlich mit der Rather Kapelle von Kaiser Friedrich II. gestiftete älteste Düsseldorfer Kloster „Maria Not“ der Klausnerinnen, das 1347 erstmals urkundlich erwähnt wird und später dem Franziskanerinnenorden beitrat. Infolge der Auswirkungen des Reichsdeputationshauptschlusses erhielt die Kapelle zu Rath 1811 den Status einer Pfarrkirche. In räumlicher Nähe haben die „Töchter vom Heiligen Kreuz“ zunächst von 1857 bis 1875 eine Lehr- und Erziehungsanstalt für Mädchen betrieben und errichteten 1881 dann das bis heute bestehende Haus St. Josef für geistig und körperlich behinderte Menschen.

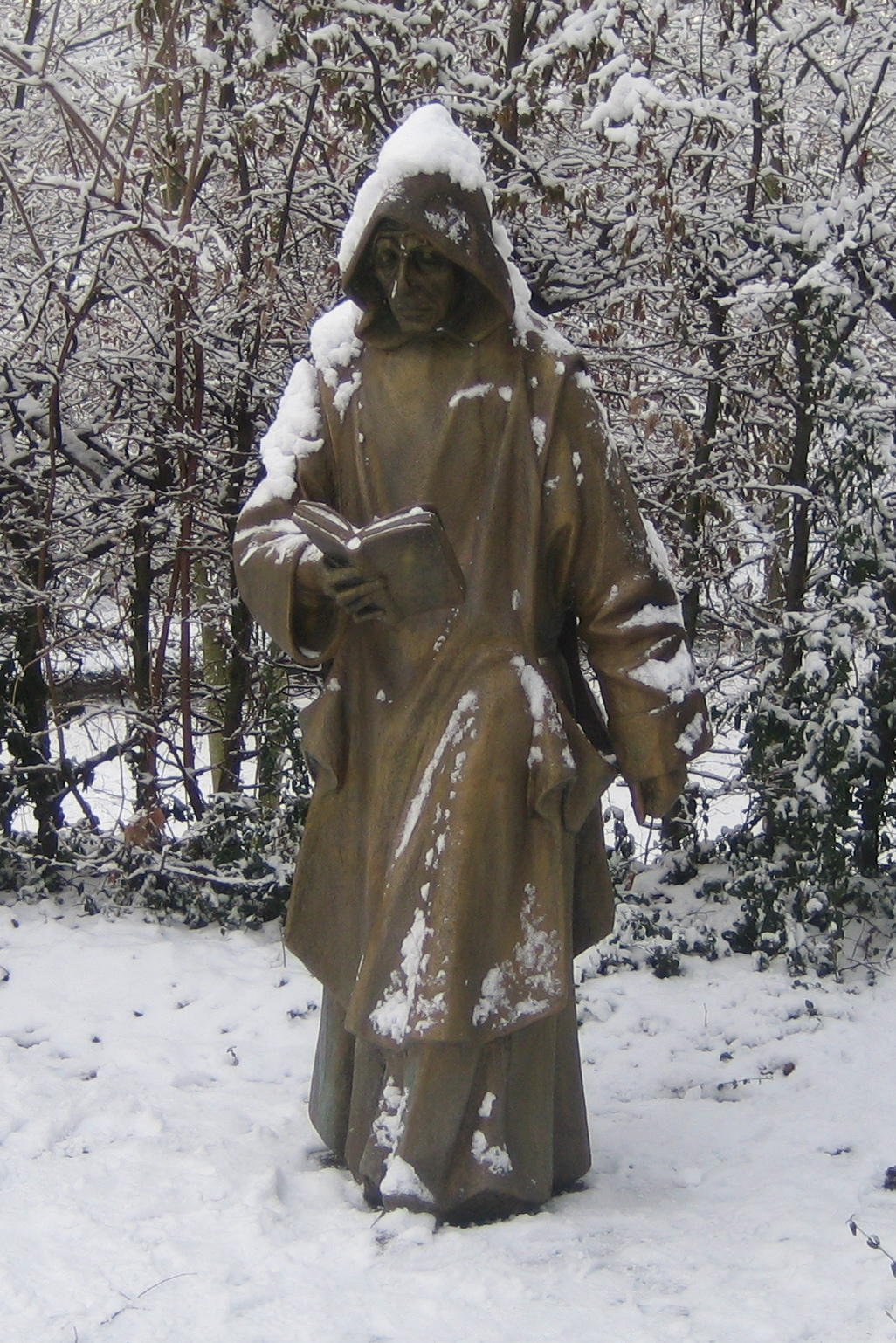
Gedenkstätte Kartäuserkloster in Unterrath

1869 ging das frühere adelige Rittergut „Haus Hain“, das zu den Vorhöfen des Königshofes gehörte, in den Besitz der Kartäusermönche über, die dieses zum Kloster Kartause Maria Hain ausbauten. Es war die erste neue Niederlassung des Kartäuserordens auf deutschem Boden. Der Grundstein für die heutige Kirche Maria unter dem Kreuz wurde im November 1870 gelegt und nach deren Konsekration 1873 die alte „Rather Kirche“ niedergelegt. Bis 1898 war sie die einzige Kirche für Unterrath. Infolge des Anwachsens der Bevölkerungszahl wurde die Gemeinschaft der Gläubigen im Jahre 1905 zur Pfarrei erhoben. Unterrath wurde 1808 in der Zeit der französischen Herrschaft unter Napoleons Schwager Murat der Mairie Eckamp im Arrondissement, dem späteren Kreis, Düsseldorf angegliedert, 1899 selbständige Bürgermeisterei und wurde 1909 nach Düsseldorf durch Übernahmevertrag eingemeindet. Das Gebiet der Landgemeinde „Rath“ war wesentlich größer als der heutige Stadtteil. Teile wurden bereits im Zuge der Eingemeindung nach Düsseldorf, aber auch noch später, an Nachbargemeinden abgetreten. Der Stadtbezirk 6 entspricht in etwa der Ausdehnung des ursprünglichen „Rath“. Der bereits im Volksmund gängige Name Unterrath ist urkundlich in der Neufassung der Satzung der St. Sebastianus Schützenbruderschaft vom 22. Oktober 1845 belegt und wurde als Bezeichnung des 1891 dank der Bemühungen des 1888 eingeführten Pfarrers Franz Schauten errichteten Bahnhofs Unterrath an der Bahnlinie zwischen Derendorf und Kalkum an der Stammstrecke der Köln-Mindener Eisenbahn für den Stadtteil festgeschrieben.

## Wirtschaft

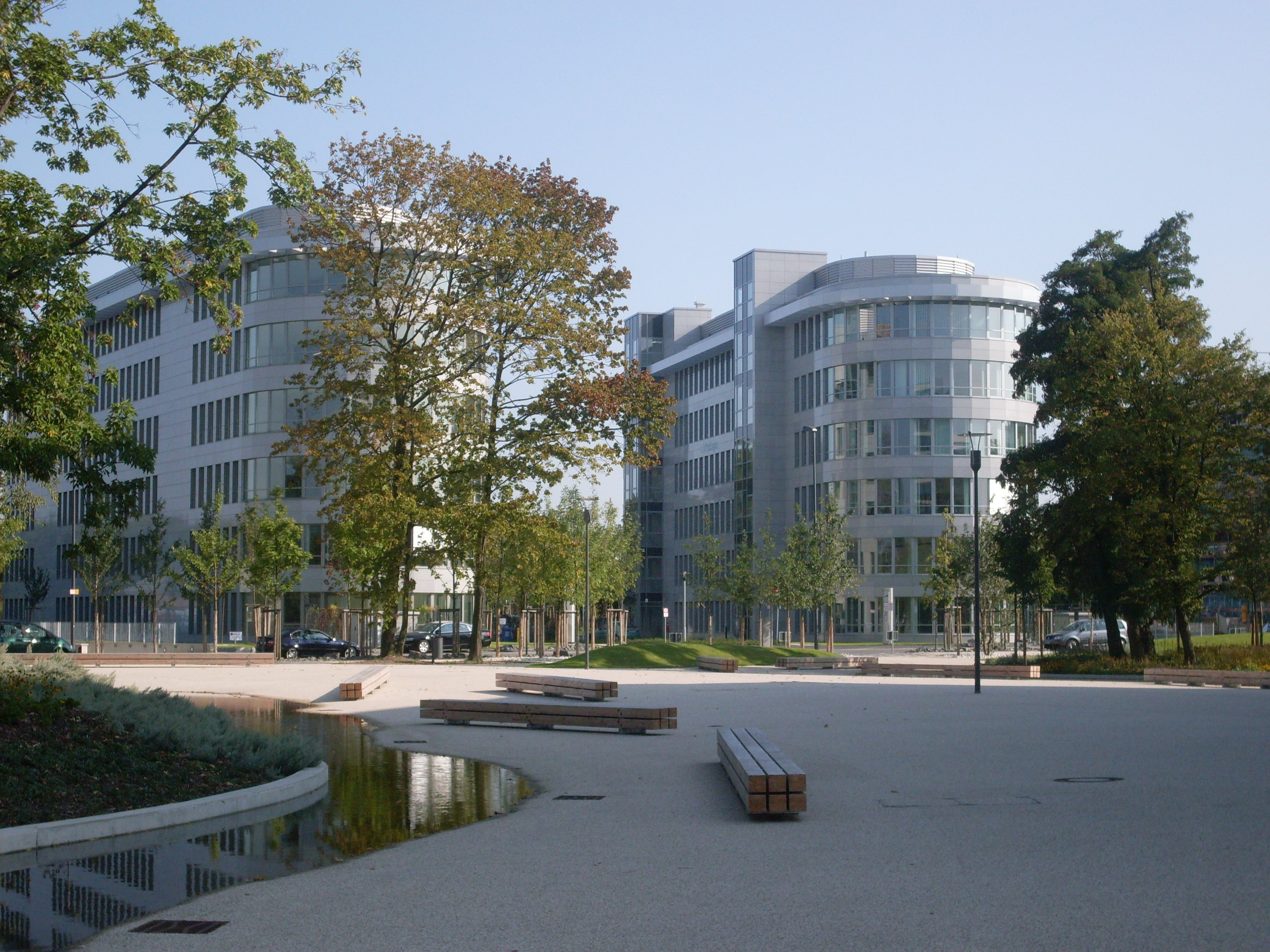
Bürogebiet Airport City

Große Arbeitgeber sind die in den angrenzenden Stadtteilen befindlichen Unternehmen Mercedes-Benz-Werk, Düsseldorfer Flughafen, städtischer Großmarkt, Vallourec (ehemals Mannesmann), Hoberg & Driesch, E-Plus, ISS und der Theodor-Park mit dem ISS Dome. In deren Umgebung finden sich eine Vielzahl von Unternehmen, die direkt oder indirekt mit diesen in Verbindung stehen. An der Parsevalstraße hat seit 2017 der Rheinische Sparkassen- und Giroverband seinen Sitz. Ein namhafter Arbeitgeber ist zudem Löwensenf. Die direkte Anbindung an den Düsseldorfer Flughafen ergibt einen weiteren Standortvorteil für viele dieser Unternehmen. Zu erwähnen ist ebenfalls die auf einem ehemaligen Kasernengelände entstehende Airport City. Hier finden sich unter anderem das Maritim Hotel Düsseldorf, der Genoverband e. V., die Sonepar Deutschland, der Verein Deutscher Ingenieure und eine Niederlassung der Siemens-Betriebskrankenkasse. Der Einzelhandel ist vorwiegend im Bereich der Kalkumer- und Unterrather Straße angesiedelt. Das Angebot ist im Wesentlichen am täglichen Bedarf der Bevölkerung ausgerichtet.

## Kultur und Kunst

### Denkmäler
Der Düsseldorfer Bildhauer Karl-Heinz Klein schuf in Zusammenarbeit mit dem Bürgerverein Unterrath-Lichtenbroich im Stadtteil eine Reihe von Objekten zur Geschichte des Stadtteils. In der Nähe der Kirche St. Maria unter dem Kreuze wurde 1964 der Folklorebrunnen eingeweiht (Standort). Um eine Säule aus Flossenbürger Granit sind vier Bronzetafeln mit Reliefdarstellungen angeordnet. Von den über 100 Figuren sind insbesondere die Darstellungen der „Hahnenköpper“ (südliche Tafel) und der „Schinkenklopfer“ (nördliche Tafel) hervorzuheben. An die Kartause Hain erinnert ein 1994 im Landschaftspark Kittelbach errichtetes Denkmal (Standort). Die Kartause des Schweigeordens stand unweit dieser Stelle, bis sie 1964 abgebrochen wurde. Fast 100 Jahre lang taten die Mönche Gutes für die Unterrather Bevölkerung und waren in ihren weißen Kutten ein vertrautes Bild. Das Ensemble besteht aus einer Platte, die als Modell das Kloster zeigt, und einer 2,20 m großen Statue, die einen Kartäuser-Mönch darstellt. Ergänzt wird die Installation durch eine Bronzeplakette, die an verschiedenen Orten –an der Kartause-Hain-Grundschule (Lage), am Katholischen Pfarramt St. Maria unter dem Kreuze (Lage), an der Katholischen Kirche St. Bruno (Lage) – im Stadtteil auf die Kartäuser Bezug nimmt. Sie zeigt Mönche, die Kindern Äpfel schenken. An die frühmittelalterliche Wehrhofanlage „Königshof Rath“ erinnert seit 1995 im Innenhof einer Wohnanlage ein Bronzerelief (Lage).
Auf dem Heinefeldplatz ist die Erinnerungsstätte für Pfarrer Beckers zu finden (Standort). 1934 wurde das zunächst von St. Bruno abhängige Rektorat „Golzheimer Heide“ gegründet. Im heutigen Stadtteil Unterrath erstreckte sich die wesentlich größere Heide zwischen Thewissenweg, Deikerstraße, Eckenerstraße und Kalkumer Straße als eine durchgehende Sandfläche. Am südlichen Rand hatten sich ab der zweiten Hälfte der 1920er Jahre obdachlose Familien niedergelassen. Sie zogen in noch stehende Baracken und Munitionslager, welche die Belgier und Franzosen im Zuge der Ruhrbesetzung von 1921 bis 1925 hier errichtet hatten, sowie Erdhütten und Verschläge. So entstand die wegen ihrer unzulänglichen hygienischen Bedingungen und der Armut der Menschen weit über die Grenzen Düsseldorfs bekannte „wilde Siedlung Heinefeld“. Die Bevölkerung „Op de Held“ wuchs rasant. Zum ersten Rektor wurde am 20. Februar 1934 Kaplan Matthias Beckers aus Mönchengladbach ernannt. Die Plakette der Gedenkstätte erinnert an das Eintreten von und die praktische Hilfe durch Beckers für die dort lebenden ausgegrenzten Menschen, zu denen unter anderem viele Sinti gehörten. Für seine öffentliche Parteinahme erteilten ihm die Nationalsozialisten Predigt- und Aufenthaltsverbot. Beckers wurde 1940 von der Gestapo gefangen genommen, ausgewiesen und verbannt. Nach dem Kriegsende kehrte Beckers zurück und wurde am 12. August 1945 feierlich als Rektoratspfarrer in seiner Kirche im Heinefeld eingeführt, deren erster Pfarrer er 1951 nach der Erhebung zur kanonischen Pfarrei Heilige Familie wurde. Am 31. Dezember 1975 ging Pastor Beckers in den Ruhestand; er starb am 8. Februar 1985.

### Bauwerke und Architektur

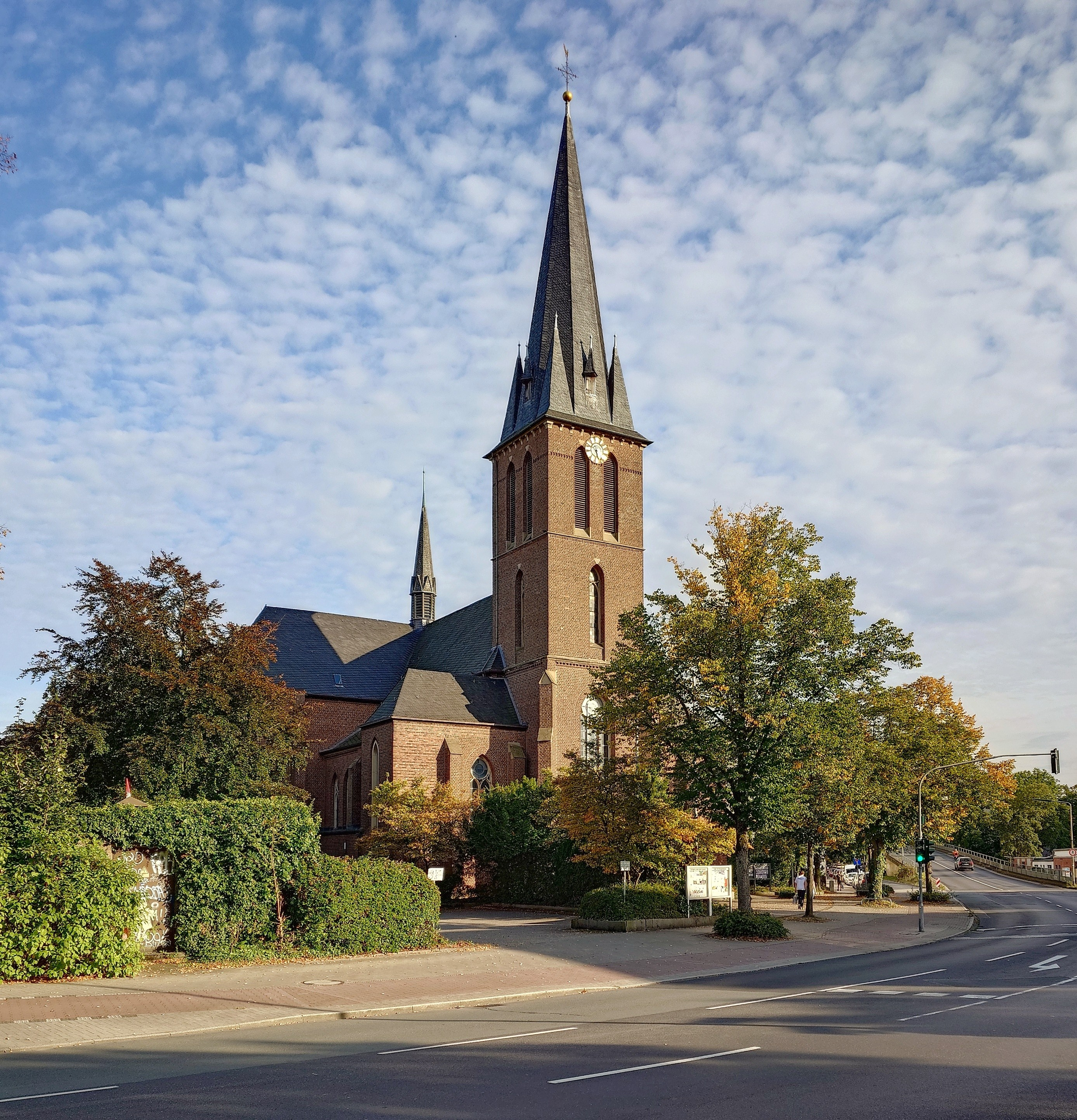
St. Maria unter dem Kreuz in Unterrath

Die Kirche Maria unter dem Kreuz wurde ursprünglich neugotisch konzipiert. Der Bau wurde vom Architekten August Rincklake ausgeführt und am 14. September 1873 vom Kölner Weihbischof Friedrich Baudri konsekriert. Die Gemeinde feierte im September 2013 in einer Festmesse zum Patrozinium das 140-jährige Bestehen der Kirche. 1930/31 wurde die ursprüngliche Anlage des 19. Jahrhunderts durch Architekt Paul Sültenfuß weitläufig umgebaut. Durch die Verbreiterung des Hauptschiffes sowie der Querschiffe hat sie einen zentralbauähnlichen Charakter bekommen, der durch die nachkonziliare Umgestaltung 1976 durch den Architekten Heinrich Dölken noch einmal betont wurde. Besonderheit ist, dass für den Unterhalt der Kirche der Staat, für den des Kirchturms die Pfarrgemeinde und Erzdiözese zuständig ist. Dies liegt darin begründet, dass der Staat aufgrund seiner Patronatspflicht den Neubau der Kirche nur ohne Turm bezahlen wollte, weil die alte „Rather Kirche“ auch keinen Turm gehabt habe. Daher kam die Gemeinde selbst für die Errichtung des Turms auf und ist bis heute für dessen Instandhaltung zuständig. Entgegen der üblichen Anordnung steht die Orgel vorn links neben dem Altar und der Chorraum ist wirklich der Raum des Chores. Zu den besonderen Ausstattungsgegenständen der Kirche gehören das Chorgestühl (1620) sowie eine Pietà (datiert auf Anfang 16. Jahrhundert), als Unterrather Gnadenbild bekannt, die zum Besitz des Franziskanerinnen-Klosters gehörten. Die Legende sagt, die Pietà sei eine Schenkung von Kaiser Heinrich VII. gewesen. Der Kirchturm wurde in den Lichtmasterplan der Stadt Düsseldorf aufgenommen, was ihn als ein besonderes Bauwerk Düsseldorfs auszeichnet.
Eines der ältesten Gebäude des Stadtteils ist das Haus Unterrather Str. 56. Es wurde ausweislich der an der Ostfassade zu erkennenden Maueranker 1784 errichtet und zählt zu den letzten Resten der ehemals dörflichen und bäuerlichen Besiedlung. Das Haus ist ein charakteristischer Wohnhaustyp einer Hofanlage, der in Düsseldorf nur in wenigen Exemplaren ähnlich gut erhalten ist. Der im Volksmund gebräuchliche Name des Hauses Klinke geht auf den Namen des Johann Inhofen gehörenden alten Gutes zurück, zu dem das Haus im achtzehnten Jahrhundert gehörte und aus dem später die gleichnamige bekannte Unterrather Gaststätte entstanden ist. Aufgrund seiner Lage in einer großen Kreuzungsanlage war der Platz vor dem Haus ein zentraler Treffpunkt für den Ortsteil und hat noch große Bedeutung für das lokale Brauchtum. Im selben Zeitraum wurden die Häuser Am Klosterhof 6 und 10 errichtet. Letzteres mit der Zahl 1710 auf der Türschwelle ist bekannt als die „Villa Causen“. Sie gehörten zum ehemaligen Kloster der Franziskanessen und dienten später (teilweise) dem Textilfabrikant Friedrich von Diergardt als Verwaltungsgebäude.
Das höchste Bauwerk im Stadtteil ist mit 85 Metern Höhe der 2002 erbaute und durch die Deutsche Flugsicherung betriebene Flughafenkontrollturm an der Tower-Straße. Er ist der höchste Kontrollturm Deutschlands. Eine architektonische Besonderheit ist der unter der Towerkanzel installierte Betriebsraum. Er ist mit einer am monolithischen Betonschaftkopf auf Konsolen aufsitzenden, auskragenden Fachwerkkonstruktion und einer daran angebrachten außenliegenden Abhängung befestigt. Hierdurch mutet der Raum der Ebene 10 teilweise gleichsam freischwebend an.

### Kunst im öffentlichen Raum

Skulptur „Lesende“ an der Bücherei in Unterrath

In der Tradition der Kunststadt Düsseldorf ist im Stadtteil eine Reihe von Kunstwerken zu sehen.
An der nordwestlichen Stadtteilgrenze findet sich in einer Straßenschleife an der Kalkumer Straße der Pylon (Standort). Das von Max Kratz 1962 als Messezeichen geschaffene Objekt ist 36 Meter hoch und 30 Tonnen schwer. Es stand ursprünglich vor der alten Messe- bzw. Stadthalle an der Fischerstraße und wurde nach deren Abriss 1994 vor dem Rhein-Ruhr-Flughafen aufgestellt. Die im Volksmund Radschläger genannte Plastik soll nun den Flugverkehr symbolisieren. Ebenfalls von Kratz wurde das Wandrelief Lesende an der Stadtteilbücherei geschaffen (Lage). Es war von 1957 bis 1985 an der ehemaligen Hauptbücherei an der Berliner Allee angebracht. Die Inschrift lautet „Wissen und Freude Hilfe u Trost“.
In einer Grünbepflanzung an der Unterrather Straße 163 liegt seit 1984 auf einem Sockel aus Muschelkalk die 1956 von der Stadt erworbene Bronze-Plastik von Gretel Gemmert Sich wiegendes Kind (Standort).
Auf dem Gelände der Städtischen Gemeinschaftshauptschule Kartause-Hain an der Borbecker Straße hat Anatol auf Anregung des damaligen Schulleiters Hans Funk in einem langen Arbeitsprozess zusammen mit Schülern 1980 das Ringgespräch geschaffen. Der Begriff „Ringgespräch“ geht zurück auf eine Lehrmethode von Joseph Beuys, dessen Meisterschüler er war. Die Namen der beteiligten Kinder sind in die Ziegel eingeritzt. In der Tischmitte liegt ein kleiner Findling mit dem Bildnis eines schlafenden Säuglings, welcher das Grundthema der Gespräche an diesem Tisch vorgeben sollte.
Im Vorgarten des Privathauses Eckenerstraße 29 ist auf einem Sockel die Muschelkalk-Plastik Aufschauende zu sehen. Zwar ist nicht bekannt, von wem die aus den 1920er Jahren stammende Skulptur stammt, allerdings erinnert sie in der Ausführung an die Planetengruppen an der Tonhalle von Carl Moritz Schreiner.

## Brauchtum

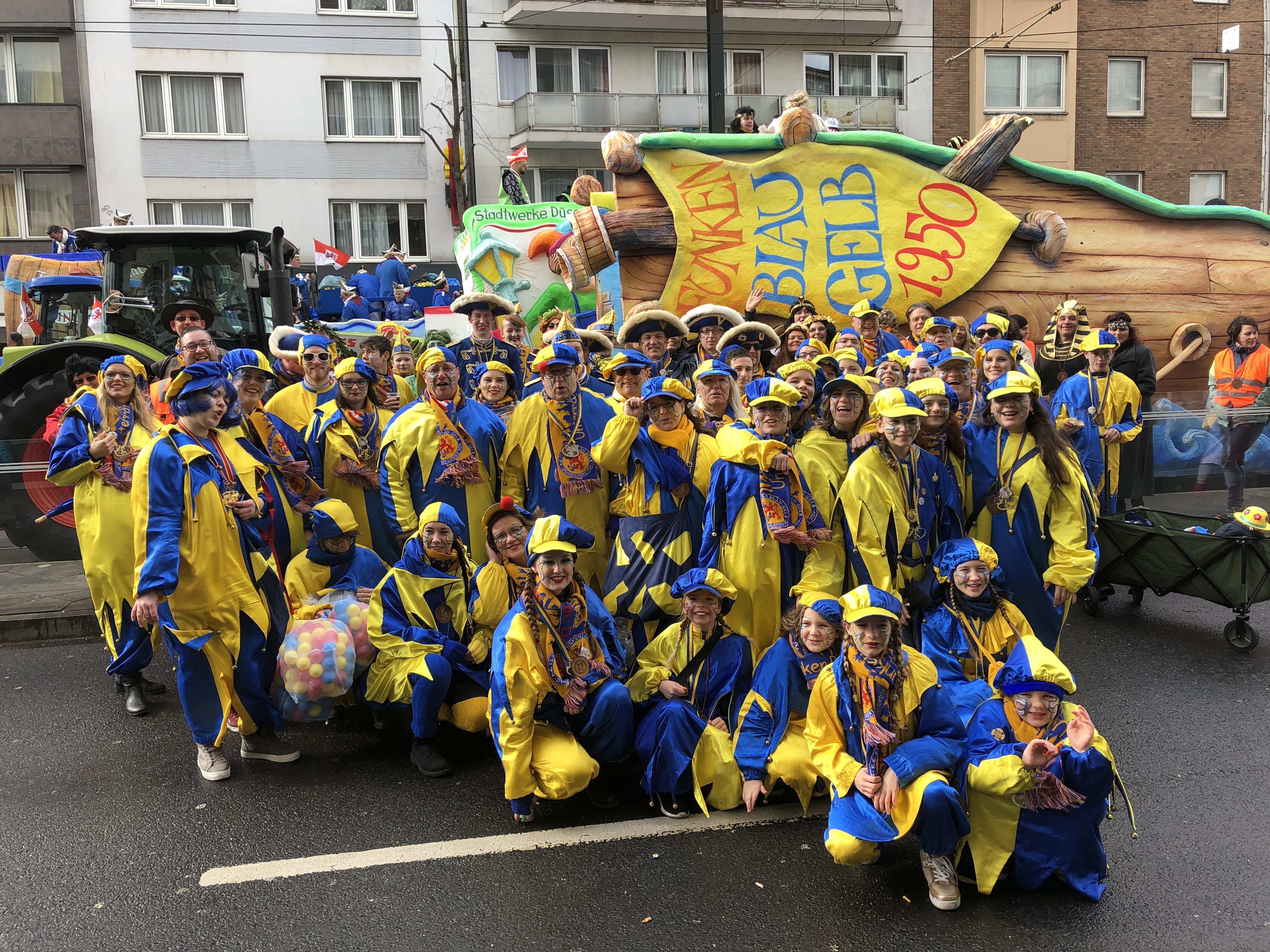
KG Unterrather Funken Blau-Gelb

Die Unterrather „Hahnekirmes“ findet jährlich um den 20. September auf dem Schützenplatz statt und stellt traditionell das letzte Schützenfest des Düsseldorfer Schützenjahres dar. Der Name leitet sich von dem ehemaligen Brauch ab, zur Kirmes einen toten Hahn mit dem Kopf nach unten in einem Korb ohne Boden zu hängen. An einem Seil befestigt und zwischen zwei Pfähle gespannt, waren junge Burschen aufgerufen, mit verbundenen Augen den Hahnenkopf abzuschlagen. Der Sieger durfte den Hahn behalten. Heute wird wie anderswo um die Schützenkönigsehre geschossen.
Die am 18. März 1950 gegründete Karnevalsgesellschaft „Unterrather-Funken Blau-Gelb“ wirkt bis weit ins Ruhrgebiet hinein für einen echten Volkskarneval und veranstaltet jährlich in der Gaststätte „TuS Düsseldorf-Nord“ vier Karnevalssitzungen, eine Herren- (seit 1959), eine Damen- (ebenfalls seit 1959), eine Kindersitzung sowie die große „Retematäng-Sitzung“ (seit 1960, Umbenennung in Retematäng 1972). Des Weiteren ist der Verein jährlich auf dem Düsseldorfer Rosenmontagszug mit zwei Wagen vertreten. Die Unterrather Karnevalsgesellschaft „Elf vom Dörp“ wurde am 11. Februar 1929 gegründet. Neben vielen närrischen Veranstaltungen wird auf dem Schulhof der Kartause-Hain-Schule unter freiem Himmel das „Biwak“ durchgeführt.
Der Bürgerverein Ongerod e. V. wurde am 10. Februar 2011 in Handelsregister eingetragen. Als jüngster Verein des Düsseldorfer Stadtteils genießt er mittlerweile ein hohes Ansehen und ist ein fester Bestandteil von Unterrath geworden. Seit dem Sommer 2011 ist der Bürgerverein offizieller Pate des Spielplatzes an der Golzheimer Heide und veranstaltet dort jährlich ein Fest.

## Verkehr
Unterrath liegt verkehrstechnisch sehr günstig. An seinem nördlichen Rand findet sich ein Verkehrsknotenpunkt mit großer Bedeutung für Düsseldorf sowie nahe und ferne Regionen. Der in Lohausen gelegene Flughafen Düsseldorf ist unmittelbar an Unterrath angebunden. Es bestehen Zufahrten zur A 44, A 52/B 1 und B 8. Die A 44 verläuft im Stadtteil teilweise durch den Flughafentunnel. Von dem S-Bahnhof Unterrath, gelegen an der Bahnstrecke Köln–Duisburg, erreicht man auf direktem Weg die Düsseldorfer Fernbahnhöfe Hauptbahnhof und Flughafen sowie unmittelbar den kleineren Flughafenbahnhof Flughafen Terminal. Der Öffentliche Personennahverkehr der Rheinbahn erschließt im Rahmen des Verkehrsverbunds Rhein-Ruhr den Stadtteil zentral neben weiteren Linien hauptsächlich durch die Straßenbahnen 705/707 sowie die Buslinien M1, 729, 730 und 760.

## Sport
Ein Hallenbad sowie fünf Sportplätze und Turnhallen finden sich im Stadtteil. Die Bezirkssportanlage Unterrath befindet sich am Ammerweg 16. Die Sportgemeinschaft Düsseldorf-Unterrath 1912/24 e. V., der Turn und Sportverein Düsseldorf Nord (TuS) sowie die Düsseldorfer Tennisfreunde e. V. und viele Hobbymannschaften sorgen für ein breites Sportangebot. Es reicht von Fußball bis Schach. Die Rollhockeyabteilung des TuS spielt in der Bundesliga. Die Herrenmannschaft errang 1997 den Deutschen Meister-Titel.